# Nierenszintigrafie
Die Nierenszintigrafie, auch Isotopennephrographie (Abk.: ING), Radioisotopennephrographie (Abk.: RIN) bzw. Renogramm genannt, ist ein nuklearmedizinisches Untersuchungsverfahren, das die Beurteilung der filtrativen Nierenfunktion unter statischen und dynamischen Gesichtspunkten erlaubt. Beurteilt werden dabei die Blutversorgung, die Filterfunktion und die Exkretion jeder einzelnen Niere. Es ist die am besten geeignete Untersuchung zur Erkennung von Parenchymnarben, insbesondere bei Kindern, und dient weiter zur Beurteilung der regionalen und seitengetrennten Nierenfunktion. Die ING wurde zuerst von C. C. Winter 1956 angegeben.
Eine seitengetrennte Nierenfunktionsbestimmung ist auch vor Einführung der Nierenszintigraphie möglich gewesen. Sie erfolgte durch seitengetrennte Untersuchung des ausgeschiedenen Urins hinsichtlich Volumen und Konzentration als Clearance-Bestimmung mit Kathetern in beiden Harnleitern.

## Formen
Grundsätzlich sind zwei Formen der Nierenszintigrafie zu unterscheiden: die statische und die dynamische Nierenszintigrafie. Die verwendeten Tracer sind meistens radioaktiv.

### Statische Nierenszintigrafie
Bei der statischen Nierenszintigrafie wird unter Verwendung des Radionuklids 99mTc-DMSA (DMSA = 2,3-Dimercaptosuccinsäure) das funktionsfähige Nierengewebe dargestellt. Die statische Nierenszintigrafie eignet sich daher vor allem zur Darstellung von Nieren mit Anomalien (Dystopie, Hufeisenniere etc.) oder von dem Zustand nach Entzündung.
Die Injektion des Radionuklids erfolgt etwa zwei Stunden vor der Messung mit der Gammakamera. Unter Verwendung eines hochauflösenden Kollimators erfolgt die Darstellung der Nieren.
Dabei wird durch Anreicherung des Radionuklids das funktionstüchtige Nierengewebe erfasst, was die Bestimmung von Lage, Form, Größe und Masse der Nieren erlaubt. Im Ergebnis speichert eine Niere relativ mehr Radioaktivität als die andere. Die Summe dieser Verhältniszahlen ergibt immer 100 Prozent. Weiter gehende Aussagen zur Funktion der Podozyten, der Glomeruli und der Tubuli sind erst einmal nicht möglich. Üblich ist die Angabe des Ergebnisses zum Beispiel in der Form "Partialfunktion links/rechts = 39 % / 61 %." Wenn jetzt die GFR des Patienten bekannt ist, kann seitengetrennt für jede einzelne Niere die GFR in absoluten Zahlen beziffert werden. In einem Zahlenbeispiel mit einer GFR = 50 ml/min errechnen sich die GFR der rechten Niere als 0,61 × 50 ml/min = 30,5 ml/min und diejenige der linken Niere als GFR = 0,39 × 50 ml/min = 19,5 ml/min. Kontrolle: 30,5 ml/min + 19,5 ml/min = 50 ml/min.
Voraussetzung für solche GFR-Angaben ist, dass die Speicherung von radioaktiv markierter DMSA im Nierengewebe proportional zur glomerulären Filtration ist. In der Fachliteratur fehlen dafür jedoch entsprechende Belege. Analog hat der schottische Physiologe und Nestor der Nephrologie Thomas Addis im Juni 1923 die Proportionalität zwischen dem Nierengewicht von Kaninchen und ihrer Harnstoff-Exkretion beschrieben.

### Dynamische Nierenszintigrafie
Die dynamische Nierenszintigrafie (Nierenfunktionsszintigrafie) untersucht die Nierenfunktion. So können die relative glomeruläre Filtration im Rechts-links-Vergleich, der renale Blutfluss (RBF=renal blood flow) und die tubuläre Sekretion mit der Fragestellung nach der filtrativen Nierenfunktion und nach der renalen Clearance untersucht werden.
Absolute Zahlenwerte für die glomeruläre Filtrationsrate (GFR) mit der Einheit ml/min sind nicht möglich. Gegebenenfalls kann man aber eine bekannte GFR mit den Relativzahlen beider Nieren multiplizieren. Zahlenbeispiel: Ein Patient hat eine GFR = 120 ml/min. Wenn die rechte Niere 60 % des Isotops und die linke Niere 40 % des Isotops glomerulär filtriert, dann betragen die GFR der rechten Niere 0,6 × 120 ml/min = 72 ml/min und die GFR der linken Niere 0,4 × 120 ml/min = 48 ml/min. Kontrolle: 72 ml/min + 48 ml/min = 120 ml/min. Zweites Zahlenbeispiel für eine Frühgeburt mit einem Körpergewicht von einem Kilogramm, mit einer GFR = 0,2 ml/min und mit rechtsseitiger Doppelniere: Die erste Niere filtriert glomerulär 20 %, die zweite 30 % und die linke 50 %. Dann betragen die glomerulären Filtrationsraten der ersten Niere GFR = 0,2 × 0,2 ml/min = 0,04 ml/min, der zweiten Niere GFR = 0,3 × 0,2 ml/min = 0,06 ml/min und der dritten Niere GFR = 0,5 × 0,2 ml/min = 0,1 ml/min. Kontrolle: 0,04 ml/min + 0,06 ml/min + 0,1 ml/min = 0,2 ml/min.
Als Radiopharmaka kommen hierbei zum Einsatz:
- 99mTc-MAG3 (wird nur tubulär eliminiert)
- 99mTc-DTPA (wird nur glomerulär filtriert)
- 123I-OIH (wird glomerulär filtriert und tubulär sezerniert)
- 131I-OIH

Mittlerweile wird von der Verwendung von 131I-OIH (Iod-131-Hippuran) zur Szintigrafie abgeraten. Dies wird mit den schlechten Abbildungseigenschaften, mit der hohen lokalen Strahlenexposition und mit dem 131I-Eintrag in das Abwasser begründet. Es ist künftig mit einem Verbot der Anwendung von Iod-131-Hippuran zu rechnen. Die Nierenszintigrafie mit MAG3 ist aus diesen Gründen heute das meistverwendete dynamische Verfahren.
Die dynamische Nierenszintigrafie erfolgt unter ausreichender Hydrierung des Patienten durch Injektion eines geeigneten Radiopharmakons. Dabei werden die Anflutung und die Abflutung des Radionuklids durch Aufnahmen mit der Gammakamera und durch Aktivitätsbestimmungen im Plasma ermittelt.
Es erfolgen im Abstand von 20 und 25 Minuten nach der Injektion Blutentnahmen zur Aktivitätsbestimmung des Radionuklids und Aufnahmen mit der Gammakamera in definierten zeitlichen Abständen. Als Ergebnis kann eine Nephrogrammkurve erstellt werden, welche die seitengetrennte Funktionsbeurteilung der Nieren erlaubt.
Die Verarbeitung des Radionuklids unterteilt sich bei Darstellung in der Nephrogrammkurve in drei Phasen:
- Perfusionsphase (Anfluten des Radionuklids mit glomerulärer Filtration)
- Sekretionsphase (tubuläre Sekretion des Radionuklids bei weiterer Akkumulation)
- Exkretionsphase (Ausscheidung überwiegt Akkumulation)

Je nach Verlauf der Kurve im Nephrogramm können so Aussagen über eine normale Nierenfunktion und deren Einschränkungen, über einen Zustand bei einseitiger Stauungsniere, über das Vorlieger einer Schrumpfniere oder über einen Zustand nach einseitiger Nephrektomie gemacht werden. Die renale Clearance des Radiopharmakons, nicht aber die tatsächliche glomeruläre Filtration der einzelnen Nieren mit der Einheit ml/min, kann in absoluten Werten (ml/min) angegeben werden. Üblich ist jedoch die Prozentangabe der Isotopenausscheidung der einzelnen Nieren immer mit der Summe 100 Prozent. Als Ergebnis kann man also nur sagen, dass eine Niere mehr Radionuklide ausscheidet als die andere. Mögliche Aussagen zur tubulären Sekretion und zur  renalen Elimination sind im klinischen Alltag jedoch ohne jede Relevanz, zumal sie nur für das verwendete Radiopharmakon gelten. – Im Ergebnis hat die Isotopennephrographie keine wesentliche Bedeutung für die nephrologische Diagnostik. Auch die seitengetrennte Multiplikation der schon vorher bekannten GFR mit den beiden Prozentzahlen der Szintigraphie wird wegen fehlender Relevanz und wegen zu großer Ungenauigkeiten abgelehnt. Wenn eine Niere fehlt oder funktionslos ist, muss die Restniere die gesamte Radioaktivität ausscheiden; auch bei nur normaler Funktion dieser Niere wird dann irrtümlich eine doppelte Leistungsfähigkeit dieser Einzelniere unterstellt.

#### Captopril-Nierenszintigrafie
Bei einer Nierenarterienstenose verhindert der Goldblatt-Effekt über eine Aktivierung des Renin-Angiotensin-Aldosteron-Systems (RAAS) die Minderperfusion der poststenotischen Niere.
Durch Gabe eines ACE-Hemmers (kurz und schnell wirksames Captopril) kann dieser Mechanismus unterdrückt werden. Erfolgt hiernach eine Nierenszintigrafie, kann die funktionelle Relevanz einer Nierenarterienstenose direkt quantifiziert werden.

#### Diurese-Nierenszintigrafie
Zur Abklärung postrenaler Abflussstörungen kann nach der ersten dynamischen Nierenszintigrafie und nach erfolgter Blasenentleerung die Diurese mit der Gabe eines Schleifendiuretikums angeregt werden.
Bei erneuter Szintigrafie wird dann die Restaktivität in den ableitenden Harnwegen und in der Blase bestimmt. So kann zwischen kompensierter und dekompensierter Abflussstörung unterschieden werden.

## Indikationen
Eine Nierenfunktionsszintigrafie kann in den folgenden Anwendungsfällen durchgeführt werden:
- bei einer Nierenagenesie (Anephrie)
- Zur Abklärung der seitengetrennten Nierenfunktion bei Nierenerkrankungen, wie beispielsweise Nierensteinen (Nephrolithiasis), Nierentumoren, dystopen (am falschen Ort befindlich) oder dysplastischen (fehlgebildeten) Nieren
- zur Untersuchung der Teilfunktion bei Doppelnieren
- zur Untersuchung von Harnabflussstörungen
- zur Abklärung eines vesikorenalen Refluxes (eine Anomalie der harnableitenden Wege)
- bei Verdacht einer renovaskulären arteriellen Hypertonie
- zur Nierenfunktionsprüfung vor einer Nierenlebendspende
- beim Verdacht auf eine einseitige Nierenarterienstenose und zur Verlaufskontrolle operativ versorgter Gefäßverengungen oder -verschlüsse (Obstruktionen)
- zur Beurteilung von transplantierten Nieren
- in der Notfalldiagnostik bei Verdacht auf eine Verletzung der Nieren (Nierentrauma)
- bei plötzlich auftretender stark reduzierter Harnausscheidung (Anurie) zum Ausschluss einer Nierenembolie oder eines akuten Harnaufstaus
- zur Bestimmung der renalen Gesamt-Clearance
- zum Nachweis, beziehungsweise zum Ausschluss, einer Urinleckage.[9]

## Vorbereitung der Patienten
Außer bei Patienten mit Nierenversagen wird eine Hydrierung (Trinken von Mineralwasser) 45 Minuten vor Untersuchungsbeginn nach vorheriger Blasenentleerung mit 10 ml/kg Körpergewicht vorgenommen.
Eine andere spezielle Vorbereitung ist nicht notwendig.

## Risiken
Die Strahlenbelastung ist gering, für die meisten Untersuchungen deutlich geringer als bei einer intravenösen Urografie. Die renale Szintigrafie ist die bei Kindern am häufigsten angewendete nuklearmedizinische Untersuchung.